# Eurhadina zhengi
Eurhadina zhengi är en insektsart som beskrevs av Irena Dworakowska 2002. Eurhadina zhengi ingår i släktet Eurhadina och familjen dvärgstritar.
Artens utbredningsområde är Thailand. Inga underarter finns listade i Catalogue of Life.